# Helvig de Schleswig
Helvig de Schleswig (daneză Helvig af Slesvig; 1320–1374), a fost regină consort, soția regelui Valdemar al IV-lea al Danemarcei. A fost mama reginei Margareta I a Danemarcei, Norvegiei și Suediei.

## Biografie
Helvig a fost fiica Ducelui Eric al II-lea de Schleswig și al Adelaidei de Holstein-Rendsburg. A fost sora Ducelui Valdemar al V-lea de Schleswig. Data nașterii ei este necunoscută, însă ea și fratele ei erau copii la moartea tatălui lor în 1325; se estimează că ea s-a născut în jurul anului 1320.
Fratele ei a pretins tronul danez împreună cu viitorul Christopher al II-lea al Danemarcei, și a fost rege al Danemarcei în perioada  1326-30 sub regența unchiului matern Gerhard de Holstein. La sfârșitul anilor 1330, fratele ei a făcut o alianță cu fiul lui Christopher, Valdemar al IV-lea, împotriva unchiului Gerhard de Holstein și a aranjat o căsătorie între Helvig și Valdemar. Ea a adus ca zestre provincia Nørrejylland și un sfert din teritoriul Jylland de nord pe râul Kongeå. Nunta a avut loc la castelul Sønderborg în 1340. După nuntă, cuplul a călătorit la Viborg să fie salutat în mod oficial ca rege și regina Danemarcei.
Se cunosc puține despre regina Helvig. Nu este menționat să fi fost activă politic sau să fi exercitat vreo influență. Era de ațteptat, de exemplu, să fi servit ca regentă în timpul pelerinajului lui Valdemar în 1346, dar nu există nici o mențiune că ea a făcut-o. Până la nașterea viitoarei Margareta I a Danemarcei în 1353, ea a locuit cu Valdemar, dar după acel an, nu mai există dovezi că cei doi au locuit împreună.
O teorie tradițională spune că regele Valdemar a repudiat-o pe regină și a închis-o la castelul Søborg pentru adulter. Această teorie se bazează pe un vechi cântec folk, care descrie dragostea dintre regină și cavaler. Povestea nu este confirmată. ALtă teorie pretinde că regina s-a separat de rege  din cauza adulterului lui cu Tove, și a plecat la mănăstirea Esrum în 1355. Nici una din aceste teorii nu este confirmată și motivul separării lor este necunoscut.

### Copii
Helvig și Valdemar IV au avut cel puțin șase copii:
1. Christopher, Duce de Lolland (1344–1363)
2. Margaret (1345–1350); logodită cu Henric al III-lea, Duce de Mecklenburg-Schwerin
3. Ingeborg (1347–1370); căsătorită cu Henric al III-lea, Duce de Mecklenburg-Schwerin. A fost bunica maternă a regelui Eric de Pomerania
4. Catherine (1349);
5. Valdemar (1350);
6. Margareta I a Danemarcei (1353–1412)